# Cetatea Drachenfels (Siebengebirge)

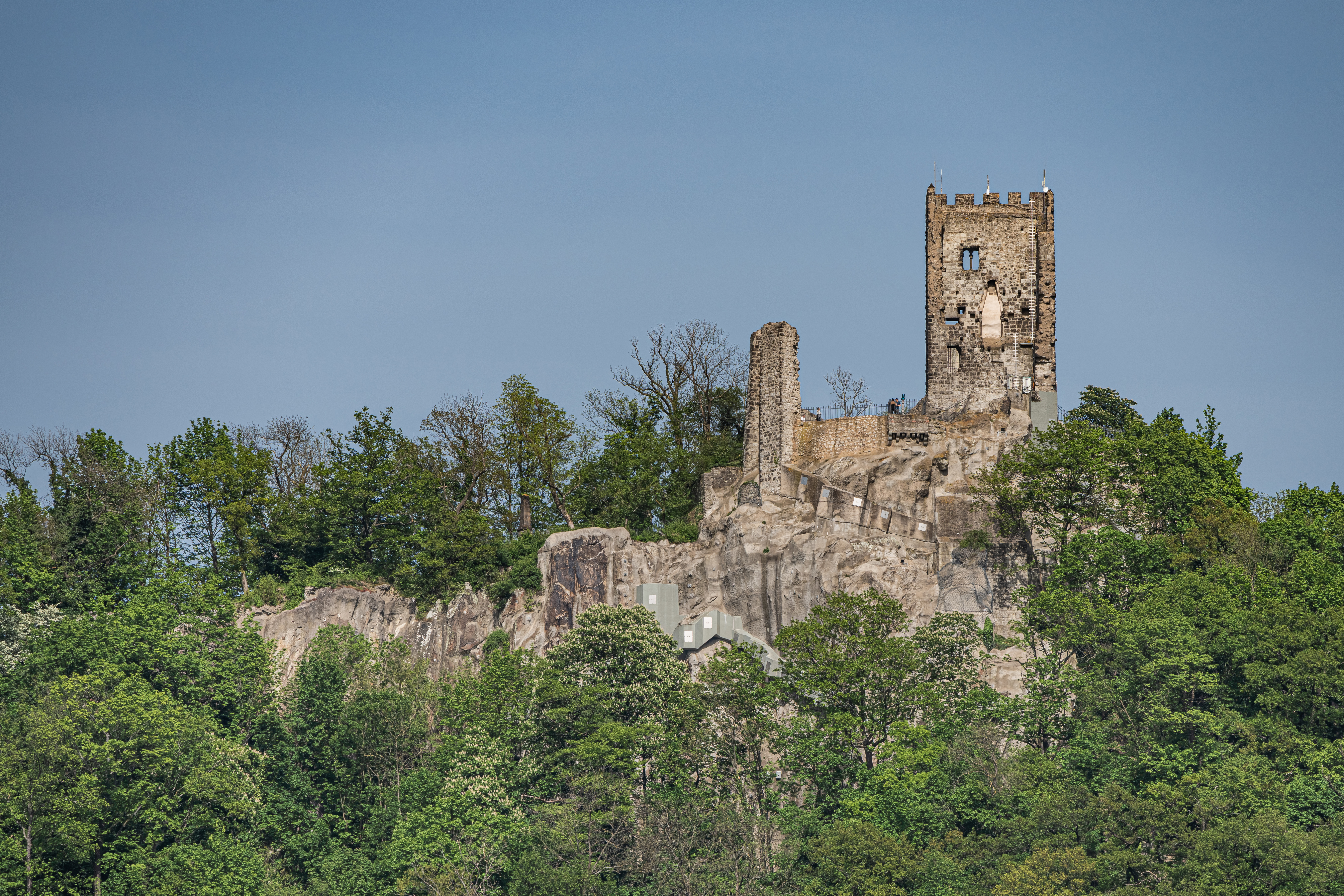
Ruina cetăţii Drachenfels, în zilele noastre

Cetatea Drachenfels (cetatea stânca dragonului) este ruina unei cetăți în masivul Siebengebirge pe malul Rinului, lângă Bonn. Cetatea, care a fost construită între anii 1138 - 1167, se află situată pe stânca cu același nume. În 1634 cetatea a suferit stricăciuni majore, care nu au mai fost reparate. Cu timpul, această distrugere a fost continuată de exploatarea pietrei dintr-o carieră de piatră aflată la baza stâncii, fapt ce amenința cu dispariția ruinei. De aceea, în 1807 a fost interzisă exploatarea pietrei din carieră. Ruina a fost cumpărată de statul prusac în 1836. În anul 1967 au început din nou să cadă stânci de la baza ruinei. De aceea, în perioada 1971-1973 cupola (vârful) stâncii a fost consolidată prin ancore de oțel și prin cimentare cu beton armat.